# Хингано-Мукденская наступательная операция
Хингано-Мукденская наступательная операция — военная операция Красной Армии и Монгольской народно-революционной армии против японских войск во время советско-японской войны. Проводилась с 9 августа по 2 сентября 1945 года войсками Забайкальского фронта с целью разгрома Квантунской армии в западной Маньчжурии. Часть Маньчжурской стратегической наступательной операции.

## Замысел операции
28 июня 1945 года директивой Ставки Верховного Главнокомандования № 11114 войскам Забайкальского фронта был отдан приказ о подготовке наступательной операции в центральной Маньчжурии. При разработке плана операции требовалось:
- главный удар нанести силами трёх общевойсковых (39-й, 53-й, 17-й) и одной танковой армий в обход Халун-Аршанского укреплённого района в общем направлении на Чанчунь;
- на направление главного удара использовать основную массу артиллерии РГК, танков и авиации;
- 6-й гвардейской танковой армии, действуя на направлении главного удара, к 10-му дню операции преодолеть Большой Хинган;
- вспомогательный удар силами 36-й армии нанести на Хайлар;
- силами Монгольской народно-революционной армии нанести вспомогательный удар на Калган и Долоннор;
- всю подготовку к операции закончить к 25 июля.

В рамках всей Маньчжурской стратегической операции войскам фронту ставилась задача совместно с войсками 1-го и 2-го Дальневосточных фронтов окружить и разгромить основные силы Квантунской армии.

## Состав и силы сторон

### СССР
Забайкальский фронт (Командующий Маршал Советского Союза Малиновский Р. Я., начальник штаба генерал армии Захаров М. В.)
- 17-я армия (генерал-лейтенант Данилов А. И.)
- 36-я армия (генерал-полковник Лучинский А. А.)
- 39-я армия (генерал-полковник Людников И. И.)
- 53-я армия (генерал-полковник Манагаров И. М.)
- 6-я гвардейская танковая армия (генерал-полковник танковых войск Кравченко А. Г.)
- 12-я воздушная армия (маршал авиации Худяков С. А.)
- Конно-механизированная группа (генерал-полковник Плиев И. А., заместитель по монгольским войскам Ж. Лхагвасурэн)
- Забайкальская армия ПВО (генерал-майор артиллерии Рожков П. Ф.)

### Япония
Часть сил Квантунской армии:
- 3-й фронт (генерал Дзюн Усироку) в составе:
  - 30-я армия (генерал-лейтенант Сёдзиро Иида)
  - 44-я армия (генерал-лейтенант Ёсио Хонго)
- 4-я отдельная армия (генерал-лейтенант Микио Уэмура)

## Ход боевых действий
В ночь на 9 августа передовые и разведывательные отряды советских войск пересекли границу. На рассвете вслед за ними в наступление перешли главные силы Забайкальского фронта. На ходу сбивая японские отряды прикрытия, наступающие сразу же набрали высокий темп. К исходу дня войска 17-й армии продвинулись главными силами на 50 км, 61-я танковая дивизия 39-й армии прошла 60 км. Быстрее всех двигалась 6-я гвардейская танковая армия, которая к исходу дня находилась на подступах к перевалам Большого Хингана, пройдя за день 150 км. Войска 36-й армии форсировали реку Аргунь, преодолели Чжалайнор-Маньчжурский укрепрайон и продвинулись в направлении Хайлара почти на 40 км. 12-я воздушная армия наносила массированные воздушные удары по ж/д узлам противника: Халун-Аршан, Солунь, Хайлар и крупным станциям. Японская авиация противодействия не оказывала.
В первые дни операции японское командование потеряло управление войсками и не смогло организовать стойкого сопротивления. Однако отдельные гарнизоны сражались весьма упорно. Ожесточённое сопротивление оказали японские войска в районе Хайлара. Опираясь на железобетонные доты, 111-я пехотная дивизия в течение нескольких дней держала оборону. Только после прибытия дополнительных артиллерийских частей, включавших гаубичный полк большой мощности, и тщательной подготовки штурма советским войскам удалось овладеть этим укреплённым районом.
На шестой день операции 6-я гвардейская танковая армия прошла более 450 км, преодолела Большой Хинган и вышла в глубокий тыл Квантунской армии. Большую помощь танкистам оказала 12-я Воздушная армия, лётчики которой не допустили занятие перевалов Большого Хингана японскими войсками, наносили мощные удары по важным объектам противника в оперативной глубине и выполняли разведку маршрутов. В целом в итоге шести дней операции советские и монгольские войска преодолели 250—450 км и вышли на линию Долоннор, Линьси, Таоань, Ванъемяо. Наступление 17-й армии спасло от гибели 8-ю китайскую армию, больше недели находящуюся в окружении японских войск в районе г. Пинцюаня.
Стремительное продвижение 6-й гвардейской танковой армии привело к тому, что её коммуникации чрезвычайно растянулись (до 700 км) и армейский автотранспорт не мог вовремя доставлять со складов боеприпасы и горючее. Поэтому, достигнув района Лубэй, Туцюань, 6-я гвардейская танковая армия вынуждена была остановиться почти на двое суток, чтобы подтянуть тылы. В сложившейся ситуации было принято решение снабжать войска с помощью авиации. За 12 и 13 августа 21-я гвардейская и 54-я транспортные авиадивизии, действуя в сложных метеоусловиях и при отсутствии посадочных площадок, перебросили наступающим 940 тонн горючего и смазочных материалов.
К 15 августа 6-я гвардейская танковая армия возобновила наступление и развивала его на Шэньян и Чанчунь. За ней, оставаясь во 2-м эшелоне фронта, двигалась 53-я армия. 36-я армия вела бои на подступах к Чжаланьтуню и частью сил ликвидировала группировку в Хайларском укреплённом районе. На чифэнском направлении продолжала наступать 17-я армия. Конно-механизированная группа вела бои в районе Калгана. 15-17 августа, несмотря на значительные потери, гарнизон Хайларского укрепрайона продолжал упорно обороняться. 16 августа в 400-км разрыв, образовавшийся в результате стремительного наступления между 17-й и 39-й армиями, была введена из 2-го эшелона фронта 53-я армия. Перед ней была поставлена задача выйти в район Кайлу.
Быстрое преодоление Красной Армией Большого Хингана, крупных рек и пустынь, подавление сопротивления в укрепрайонах и выход на маньчжурскую равнину поставили японское командование перед фактом военного поражения Квантунской армии. 17 августа её главнокомандующий генерал Ямада предложил советскому командованию начать переговоры о прекращении боевых действий. На следующее утро по радио был передан его приказ японским войскам о прекращении сопротивления и сдаче оружия. После этого на многих участках фронта японские войска стали сдаваться в плен. Прекратилось сопротивление и Хайларского укрепрайона, где 3823 солдата и офицера сдались в плен. Советское командование в свою очередь отдало приказ о прекращении боевых действий на тех участках, где японские войска складывают оружие и сдаются в плен.
Для документального закрепления факта капитуляции Квантунской армии командующий Забайкальским фронтом Р. Я. Малиновский направил в штаб к генералу Ямаде специальную миссию во главе с полковником И. Т. Артеменко. Утром 19 августа самолёт с парламентёрами приземлился на военном аэродроме Чанчуня и полковник Артеменко в сопровождении офицеров направился в штаб Квантунской армии. В 11 часов на тот же аэродром высадился воздушный десант численностью 500 человек. Десантники под командованием гвардии майора П. Н. Авраменко быстро захватили аэродром и заняли круговую оборону. После непродолжительных переговоров с представителями Красной Армии генерал О. Ямада подписал акт о капитуляции Квантунской армии. Также по требованию советского командования генерал О. Ямада и премьер-министр Маньчжоу-Го Ч. Цзин-хуэй выступили перед населением по радио и сообщили о капитуляции.
К исходу 19 августа войска Забайкальского фронта вышли на линию Чжанбэй, Чэндэ, Чифэн, Шэньян, Чанчунь, Кайтун, Цицикар. Чтобы ускорить капитуляцию японских гарнизонов, в ряде крупных городов были высажены воздушные десанты. 19 августа в Шэньяне и Гирине, 22 августа — в Люйшуне и Люйда, 23 августа — в Яньцзи. Вслед за десантниками к городам подходили передовые отряды сухопутных войск. Чтобы увеличить темп продвижения, на отдельных направлениях советские войска использовали железнодорожный транспорт. 53-я армия к исходу 26 августа вышла к рекам Лаохахэ и Ляохэ на линии Синьмяо, Кайлу, Тунляо. 36-я армия достигла городов Чанчунь, Сыпин, Гунчжулин. 17-я армия после овладения Чифыном главными силами сосредоточилась в районе Пинцюань, Линъюань, направив сильные разведотряды на побережье Ляодунского залива. 6-я гвардейская танковая армия форсированным маршем достигла г. Люйшунь, Чжуанхэ, Фучжоу.

## Потери

### Япония
Японские войска потеряли свыше 220 тысяч человек пленными, 480 танков, 500 самолётов, 860 орудий.

### СССР
В ходе операции Забайкальский фронт потерял 8383 человека, из них 2228 — безвозвратно. Монгольские войска потеряли 197 человек, из них 72 безвозвратно.

## Результаты операции
В результате операции советские войска разгромили противостоящую группировку противника и продвинулись на территорию Маньчжурии на глубину до 800 км.
13 особо отличившихся соединений и частей были удостоены почётных наименований «Мукденских» и 8 «Порт-Артурских».